# Diplazon urundiensis
Diplazon urundiensis là một loài tò vò trong họ Ichneumonidae.